# Provincia de Belisario Boeto
La provincia de Belisario Boeto es una provincia de Bolivia que se encuentra en el departamento de Chuquisaca y tiene como capital provincial a la localidad de Villa Serrano. Tiene una superficie de 2.000 km² y una población de 11.161 habitantes (según el Censo INE 2012). La provincia fue creada con base en la segunda sección municipio de la provincia de Tomina, mediante la ley del 15 de octubre de 1943, durante el gobierno de Enrique Peñaranda. Debe su nombre a Belisario Boeto (1841-1900), diplomático boliviano durante la Guerra del Pacífico.

## Geografía
La provincia es una de las 10 provincias que componen el departamento de Chuquisaca. Tiene una superficie de 2.000 km², lo que representa un 3,88% de la superficie total del departamento. Está ubicada entre los 18° 91’ de latitud sur y los 64° 33′ de longitud oeste del meridiano de Greenwich. Limita al norte con el departamento de Cochabamba, al este con el departamento de Santa Cruz, al sur con la provincia de Tomina y al oeste con la provincia de Zudáñez.

## Demografía
De acuerdo con el censo boliviano de 2024, la población de la provincia de Belisario Boeto es de 8 961 habitantes.
La población de la provincia ha disminuido aproximadamente una cuarta parte en las últimas tres décadas:
| Año  | Habitantes | Fuente |
| ---- | ---------- | ------ |
| 1992 | 12 617     | Censo  |
| 2001 | 12 277     | Censo  |
| 2012 | 11 159     | Censo  |
| 2024 | 8 961      | Censo  |

## Municipios
La provincia es unimunicipal, es decir, es provincia y municipio al mismo tiempo, aunque el municipio recibe un nombre distinto: Villa Serrano.

## Curiosidades
En 2005 se construyó un charango de seis metros en Villa Serrano que ha sido inscrito como el más grande del mundo en el Libro Guinness de los récords.